# Litos (football, 1974)
Pour les articles homonymes, voir Litos.
Carlos Manuel de Oliveira Magalhaes, dit Litos, est un ancien footballeur international portugais né le 25 février 1974 à Porto. Il évoluait au poste de défenseur.

## Biographie
Litos joue principalement en faveur du Boavista et du club espagnol de Malaga.
Il est sacré champion du Portugal avec Boavista et remporte la Coupe Intertoto avec l'équipe de Málaga.
Au total, il dispute 226 matchs en 1re division portugaise et 89 matchs en 1re division espagnole.
Litos reçoit par ailleurs 6 sélections en équipe du Portugal entre 1999 et 2001. 
Il participe à la Coupe du monde des moins de 20 ans 1993 puis aux Jeux olympiques d'été de 1996 avec le Portugal.

## Carrière
- 1987-1992 :  Boavista FC (centre de formation)
- 1992-1993 :  SC Campomaiorense (prêt)
- 1993-1994 :  Estoril-Praia (prêt)
- 1994-1995 :  Rio Ave FC (prêt)
- 1996-2001 :  Boavista FC
- 2001-2006 :  Málaga CF
- 2006-2008 :  Académica de Coimbra

## Palmarès
- 6 sélections et 0 but en équipe du Portugal entre 1999 et 2001
- Vainqueur de la Coupe Intertoto en 2002 avec Málaga
- Champion du Portugal en 2001 avec Boavista
- Vainqueur de la Coupe du Portugal en 1997 avec Boavista
- Vainqueur de la Supercoupe du Portugal en 1997 avec Boavista

## Statistiques
- 8 matchs et 1 but en Ligue des Champions
- 2 matchs et 1 but en Coupe d'Europe des vainqueurs de coupes
- 15 matchs et 0 but en Coupe de l'UEFA
- 226 matchs et  21 buts en 1re division portugaise
- 59 matchs et 6 buts en 2e division portugaise
- 89 matchs et 6 buts en 1re division espagnole